# Sunām
Sunām är en ort i Indien.   Den ligger i distriktet Sangrur och delstaten Punjab, i den norra delen av landet, 210 km nordväst om huvudstaden New Delhi. Sunām ligger 245 meter över havet och antalet invånare är 53 647.
Terrängen runt Sunām är mycket platt. Runt Sunām är det tätbefolkat, med 356 invånare per kvadratkilometer. Närmaste större samhälle är Sangrūr, 13,6 km norr om Sunām. Trakten runt Sunām består till största delen av jordbruksmark.